# Комітет громадського порятунку

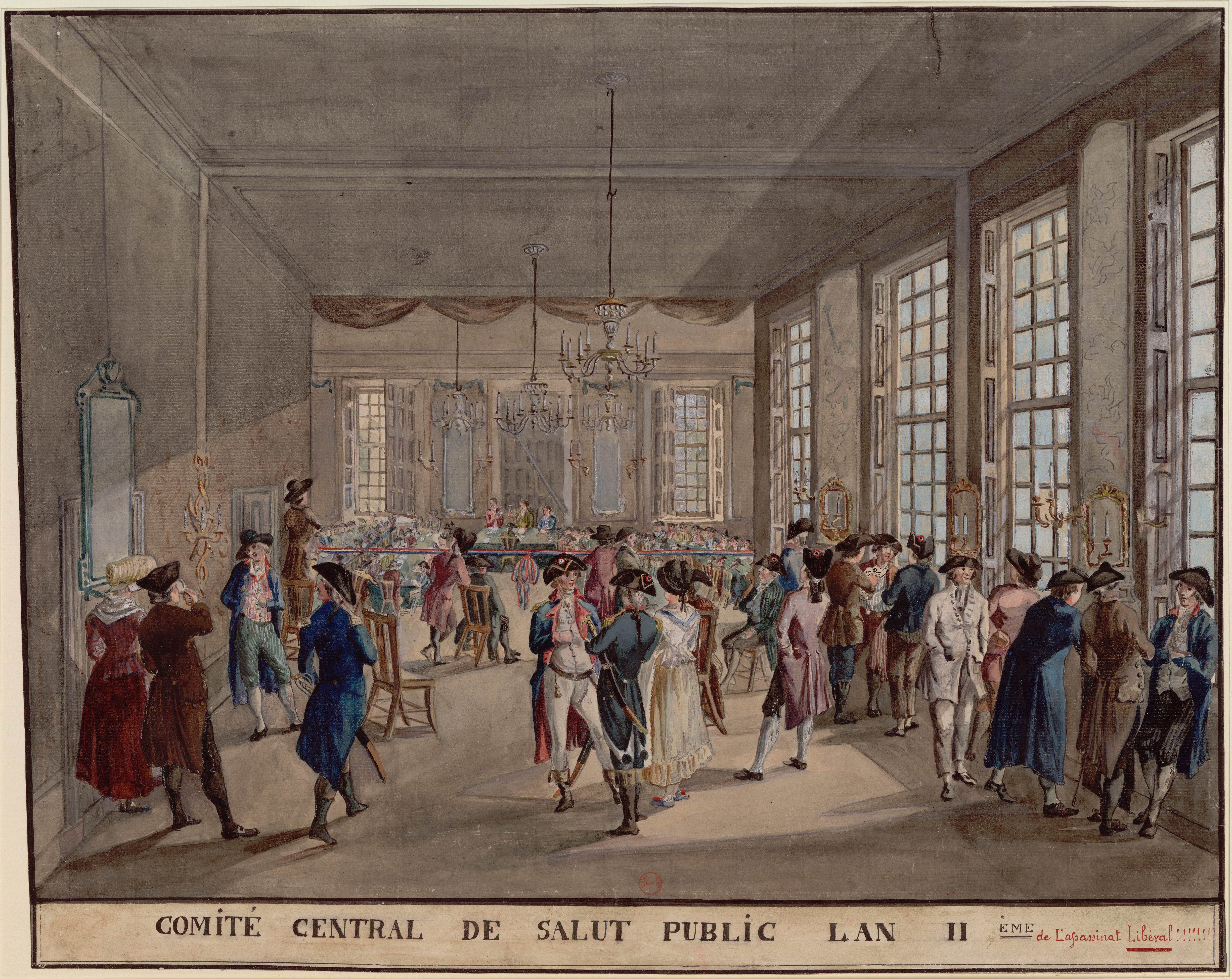

Комітет громадського порятунку (французька Comité de salut public) — орган революційного правління періоду Великої французької революції, утворений 6 квітня 1793 року з метою дати енергійну відсіч опозиції, як зовнішньої, так і внутрішньої. Першим головою комітету було обрано Дантона. Обраний спочатку на місяць, комітет громадського порятунку поступово перебрав на себе повноваження колишніх міністерств і став фактичним урядом Франції аж до встановлення Директорії.
В комітеті домінували особистості Дантона і Робесп'єра, навіть більше ніж Бертрана Барера — засновника і незмінного члена комітету впродовж 18 місяців.
Разом із Комітетом загальної безпеки Комітет громадського порятунку встановив репресивну політику революційного терору, оголошену 5 вересня 1793 року. Надмірна жорстокість цієї політики значно очорнила репутацію французької революції в очах світу.